# Маркграфство Торино
Маркграфство Торино или Маркграфство Суза (на италиански: Marca di Torino, Marca di Susa) е васална територия (марка) от X век на Кралство Италия и Свещената Римска империя, създадена, за да управлява вакуумът на властта, възникнал с края на господството на Анскаридите заедно с други две марки: Орбертинова и Алерамическа. Позната е и като Ардуинова марка (Marca Arduinica) по името на първия ѝ маркграф Ардуин Глабер (Голобради), граф на Ауриате. Обхваща територията между Торино на север, Западните Алпи, Албенга и Вентимиля на юг. Столици на марката са Торино и Албенга в Северна Италия.

## История
На 15 декември 950 г. Беренгар II от Ивреа става крал на Италия. В началото на следващата година той реорганизира управлението на земите западно от река По и образува три нови територии (марки), начело на които назначава свои приближени за маркграфове:
- Маркграфство Торино или Ардуинова марка, обхващащо графствата Торино, Ауриате и Албенга, и вероятно Вентимиля, Бредуло и Алба; дадено на Ардуин III Глабер, граф на Ауриате, глава на произлизащите от франките Ардуини.
- Маркграфство Западна Лигурия или Алерамическа марка, обхващащо графствата Монферат, Акуи и Савона; дадено на Алерам Монфератски, прародител на произлизащите от франките Алерамичи.
- Маркграфство Източна Лигурия или Отбертинова марка, обхващащо графствата Генуа, Тортона и Бобио, после и тези на Павия и Милано; дадено на Оберто I (родоначалник на Отбертините).

Територията северно от река По (с изключение на територията около Верчели) става Маркграфство Ивреа, познато и като Анскарийска марка по другото име на тогава управляващата Дом Бургундия-Ивреа. През втората половина на X век Отоните създават Атонската марка на Адалберт Ацо от Каноса, обхващаща графства Модена и Реджо, Парма, Пиаченца, Кремона, Бергамо и Бреша.
С измирането на графската фамилия през края на XI век маркграфството попада в ръцете на Дом Савоя.

## Маркграфове на Торино

### Ардуини
- 962 – 977: Ардуин III Глабер (Голобради) († сл. 4 април 976 ?), граф на Торино (пр. 950)
- 977 – 1000: (Оделрик) Манфред I († пр. 1001), първороден син на предишния
- 1000 – 1034: Оделрик-Манфред II († сл. 1029), син на Манфред I
- 1034 – 1091: Аделхайд от Суза († 1091), дъщеря на Оделрик Манфред II, графиня на Савоя, наследничка на Маркграфство Торино;
  - 1037 – 1038: ∞ 1. 1036 за Херман IV Швабски († 1038 при Милано), херцог на Швабия (Бабенберги, Луитполдинги)
  - 1041 – 1045: ∞ 2. пр. 29 януари 1042 за Хайнрих Монфератски, маркграф на Западна Лигурия и Савона (Алерамичи)
  - 1046 – 1057: ∞ 3. 1045/50 г. за Ото I Савойски († 19 януари 1057), граф на Мориен и Шабле, след това граф на Савоя (1045/50)

### Савойска династия
- 1057 – 9 юли 1078: Петър I Савойски (* ок. 1043, 1047/1049 или 1048; † 1078), син на Аделхайд и Ото I Савойски
- 9 юли 1078 – 26 януари 1080: Амадей II Савойски (* 1030; † 1080), второроден син на Аделхайд и Ото I Савойски, брат на предходния
- 1080 – 29 юни 1091: Фридрих от Монбелиар († 29 юни 1091), съпруг на Агнес, дъщеря на Петър I Савойски. Чрез брак последен маркграф на Торино.

### Граф на Торино
През 1870 г. титлата на граф, дадена на принц Виктор Емануил Савойски-Аоста, е подкрепена на територията на Торино.